# 武昌公主
武昌公主（?—?），中国東晉簡文帝司马昱之女。
武昌公主母亲是不詳，嫁给了車騎將軍桓沖的儿子桓脩，當時桓脩任吏部郎官，迁左卫将军。晉安帝時，桓沖兄長桓溫的兒子桓玄篡晉稱帝，桓脩為安成王，之後被劉裕殺死。公主結局不詳。

## 传记资料
1. ↑  《晉書 卷七十四 列傳第四十四 桓彝传》